# Sentinel-3
Sentinel-3, bestehend aus Sentinel-3A und Sentinel-3B, ist ein Paar von Erdbeobachtungssatelliten. Es gehört wie die Paare Sentinel-1 und Sentinel-2 zum Copernicus-Programm (vormals GMES, Global Monitoring for Environment and Security) der Europäischen Union. Die beiden Satelliten werden, anders als die zwei Schwesterpaare, die Erde auf einer identischen Umlaufbahn um 140° versetzt umkreisen. Der Start von Sentinel-3A erfolgte am 16. Februar 2016, der von Sentinel-3B am 25. April 2018.

## Aufgabe

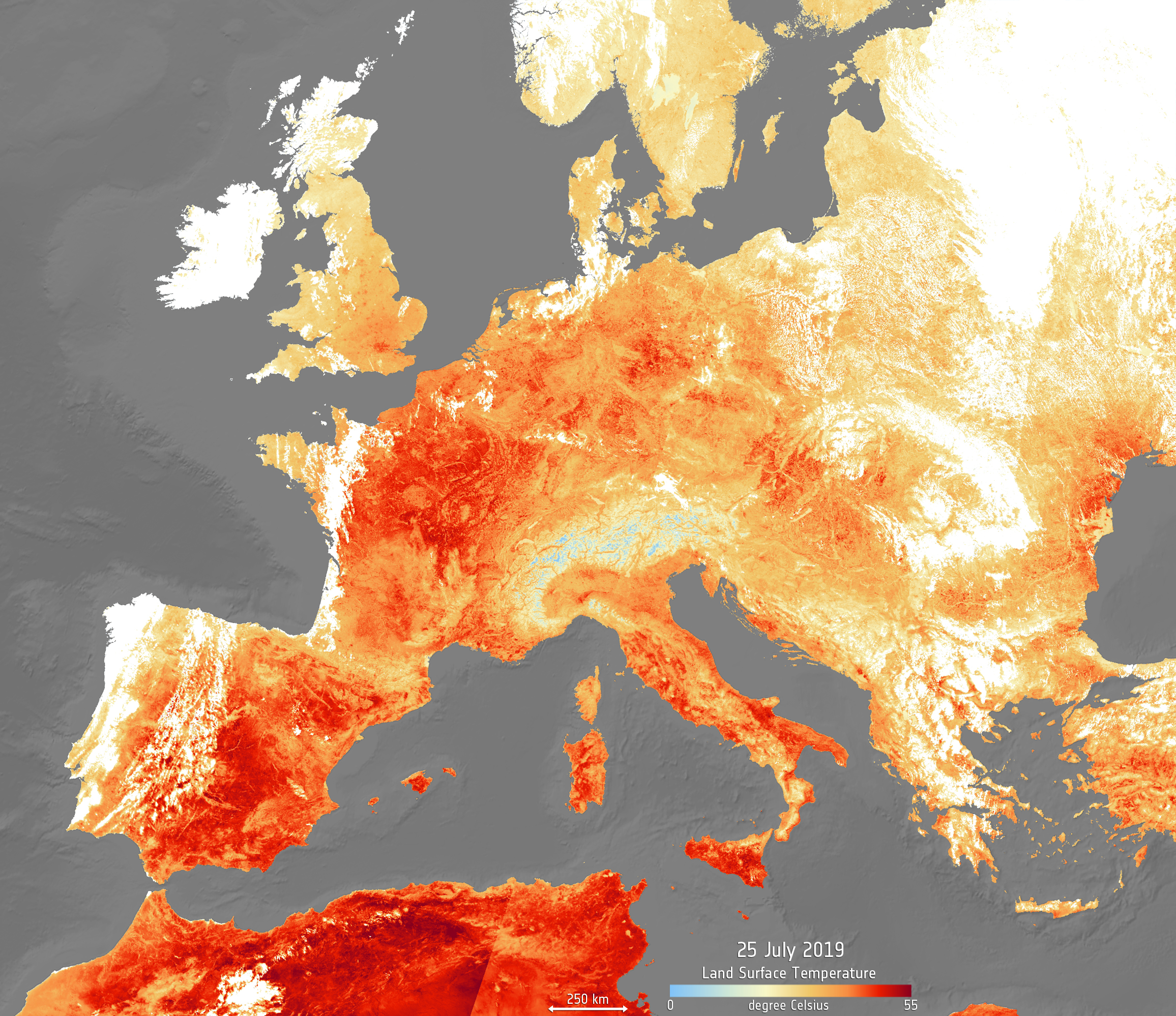
Oberflächentemperaturen der Hitzewelle vom 26. Juni 2019 gemessen durch Sentinel-3 Radiometer

Die beiden Sentinel-3-Satelliten dienen der Ozean-Beobachtung. Sie werden Land- und Ozeanfarben als Fortsetzung des Envisat-Instruments Meris messen, Land- und Meerestemperatur in Fortsetzung von AATSR, und die Meeresoberflächen- und Eistopographie in Fortsetzung der Envisat-Altimeter. Auch Oberflächengewässer, wie z. B. der Bodensee, werden täglich gemessen.
Sentinel-3A startete am 16. Februar 2016 und Sentinel-3B am 25. April 2018 vom Kosmodrom Plessezk aus. Das erste Bild wurde am 29. Februar 2016 aufgenommen.

## Instrumente
Die Nutzlast der Sentinel-3-Satelliten besteht hauptsächlich aus folgenden fünf Instrumenten:
OLCI (Ocean and Land Colour Instrument)
Das OLCI wurde als Nachfolger des MERIS-Sensors konzipiert und besitzt einen ähnlichen Aufbau zuzüglich einiger Verbesserungen. Dazu gehören eine höhere spektrale Auflösung, eine höhere zeitliche Auflösung (ca. 3–4 Tage) sowie eine geringere Beeinflussung durch Sonnenreflexe (engl. sun-glint), indem die Kamera in westlicher Richtung geneigt wurde.
- 1270 km Aufnahmestreifen mit 5 Kameras
- 21 Spektralkanäle zwischen 400 und 1020 nm Wellenlänge
- 300 m räumliche Auflösung

| Band | Mittlere Wellenlänge (nm) | Band- breite (nm) | Verwendung                                                                        |
| ---- | ------------------------- | ----------------- | --------------------------------------------------------------------------------- |
| 1    | 400                       | 15                | Korrektur von Aerosol-Einflüssen, verbesserte Erkennung von Wasserinhaltsstoffen  |
| 2    | 412,5                     | 10                | Gelbstoffe und Trübung durch Detritus                                             |
| 3    | 442,5                     | 10                | Chlorophyll (Absorptionsmaximum), Biogeochemie, Vegetation                        |
| 4    | 490                       | 10                | Chlorophyll                                                                       |
| 5    | 510                       | 10                | Chlorophyll, Sedimente, Trübung, Rote Flut                                        |
| 6    | 560                       | 10                | Chlorophyll (Absorptionsminimum)                                                  |
| 7    | 620                       | 10                | Sedimente                                                                         |
| 8    | 665                       | 10                | Chlorophyll (zweites Absorptionsmaximum), Gelbstoffe, Vegetation                  |
| 9    | 673,75                    | 7,5               | Verbesserte Fluoreszenz-Bestimmung                                                |
| 10   | 681,25                    | 7,5               | Chlorophyll, Rote Kante                                                           |
| 11   | 708,75                    | 10                | Chlorophyll, Rote Kante                                                           |
| 12   | 753,75                    | 75                | O2-Absorption, Wolken, Vegetation                                                 |
| 13   | 761,25                    | 2,5               | O2-Absorption, Korrektur von Aerosol-Einflüssen                                   |
| 14   | 764,375                   | 3,75              | Atmosphärenkorrektur                                                              |
| 15   | 767,50                    | 2,5               | O2-Absorption, Fluoreszenz über Land                                              |
| 16   | 778,75                    | 15                | Atmosphärenkorrektur, Aerosolkorrektur                                            |
| 17   | 865                       | 20                | Atmosphärenkorrektur, Aerosolkorrektur, Wolken                                    |
| 18   | 885                       | 10                | Wasserdampf, gemeinsames Referenz-Band mit dem SLSTR-Sensor reference, Vegetation |
| 19   | 900                       | 10                | Wasserdampf, Vegetation                                                           |
| 20   | 940                       | 20                | Wasserdampf, Atmosphärenkorrektur, Aerosolkorrektur                               |
| 21   | 1020                      | 40                | Atmosphärenkorrektur, Aerosolkorrektur                                            |

SLSTR (Sea and Land Surface Temperature Radiometer)
- 1420 km Aufnahmestreifen in Nadir-Richtung, 750 km nach hinten
- 9 Spektralkanäle zwischen 550 nm und 12 µm Wellenlänge
- 500 m räumliche Auflösung im sichtbaren und nahinfraroten Bereich, 1000 m im mittleren und thermalen Infrarot

SRAL (Sentinel-3 Ku/C Radar Altimeter)
- Radar-Höhenmessungen im Low Resolution Mode (LRM) für homogene Meeresoberflächen oder als SAR im High resolution sea-ice mode.
- Pulsfrequenz: 1,9 kHz (LRM) oder 17,8 kHz (SAR)

MWR (Microwave Radiometer)
- Duale Messungen bei 23,8 und 36,5 GHz
- Radiometrische Genauigkeit von 3 K absolut (0,6 K relativ)

POD (Precise Orbit Determination)
- GPS, Laser Retro Reflector (LRR)[12] und DORIS zur Bestimmung des Orbits mit 3 cm Genauigkeit

## Daten
Die Europäische Organisation für die Nutzung meteorologischer Satelliten (EUMETSAT) in Darmstadt ist für den operationellen Betrieb der Satelliten und die Verteilung der Daten zuständig.